# شیرآباد (ازبکستان)
یکی از شهرهای ازبکستان در استان سرخان‌دریا است. اکثر ساکنان این شهر تاجیک‌ها و ازبک‌ها هستند اما اقلیتی از عرب‌های فارسی‌زبان هم در این شهر زندگی می‌کنند.